# Parafia św. Urbana w Kobiernicach
Parafia Świętego Urbana w Kobiernicach – parafia rzymskokatolicka znajdująca się w Kobiernicach. Należy do dekanatu Międzybrodzie diecezji bielsko-żywieckiej. Erygowana w 1922.
1 stycznia 2015 parafię przeniesiono z dekanatu Kęty do nowo utworzonego dekanatu międzybrodzkiego.